# Provesende
Provesende is een plaats (freguesia) in de Portugese gemeente Sabrosa en telt 356 inwoners (2001).